# Tjin A Djie
Tjin A Djie is een van de vroege Chinees-Surinaamse families die in 1866 in Suriname is aangekomen. De nakomelingen staan bekend als bekende ondernemers en sporters. Vanaf de aankomst in 1866 was de familie actief op rijst- en groenteplantages. In de 20e en 21e eeuw verwierven leden bekendheid in de sport, met name in tennis en golf. Anno 2010 wordt het jaarlijkse Opa Leo Tjin A Djie Tennistoernooi door hen gesponsord.
Nakomelingen zijn gebleven in Suriname of vertrokken naar Noord-Amerika en Europa, zoals Nederland. De volledige naam van de voorouder is Tjin A Djie, de stamnaam is Tjin.

## Joseph Tjin A Djie (1835-1903)
Na een gezinsherenigingsprogramma verhuisde Joseph Tjin A Djie (geboren 1835-1903) van Guangdong, China, met het schip Whirlwind naar Suriname. Hij kwam aan in 1866 en begon in Suriname met de ontwikkeling van een plantage waar rijst en diverse groenten werden verbouwd. Op 15 maart 1876 kreeg hij een vergunning om kruidenierswinkels te openen op een plantage in Mon Trésor. 
Hij trouwde met een Chinese vrouw en ze kregen twee zonen, Eduard (Kon Fat) (1871-1930) en Rudolf (A Djie) (1880-1962).

## 1) Eduard Alphons Tjin Kon Fat (1871-1930)

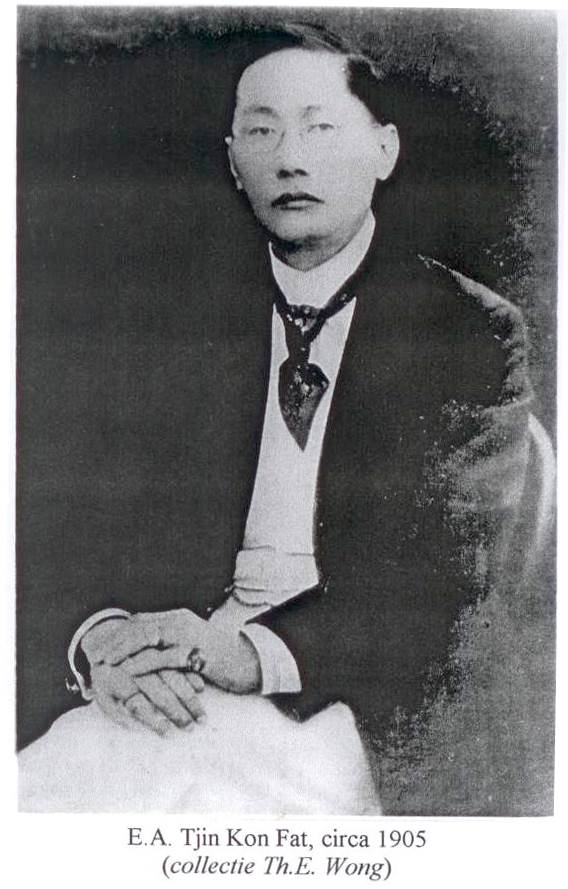
Eduard Alphons Tjin Kon Fat, circa 1905

Eduard Alphons Tjin Kon Fat was een zakenman die rijk is geworden via verschillende eigendommen, detailhandel en handel. Hij trouwde met Louise Nielo, een dochter van een rijke zakenfamilie. Samen begonnen ze hun bedrijf, bekend als Tjin Kon Fat - Nielo & Co. In 1899 werd hun bedrijf aan de Waterkant verwoest door brand. Dankzij de familiewinkel Nielo aan de Saramaccastraat lukte het ze om een herstart te maken. Later liet hij zijn vrouw en haar familie achter in een faillissement.
Zijn belangrijkste inkomsten kwamen uit plantages. Hij had de leiding over ten minste drie, namelijk Oldenburg, Nieuw-Meerzorg en Monsort, waar rijst, groenten, koffie en kokos werden verbouwd. Op de plantage Oldenburg liet hij de paddie verwerken tot rijst en hij verkocht dit basisvoedsel in de supermarkten die hij bezat in Oldenburg, Nieuw-Meerzorg, Waterkant en Poelepantje. In zijn winkels verkocht hij verder artikelen als meubels, apparaten, kleding, garen, naalden, stoffen, parfums, poeders, cosmetica, cognac, wijn, eten, kruidenierswaren, schrijfwaren en sigaren. Verder had hij een luciferfabriek genaamd "Vulcan" en een koffierestaurant genaamd "Halikibe", een pandjeshuis en een ijzerhandel. Naast zijn winkelpand aan Waterkant had Tjin-Kon-Fat een import- en exportbedrijf dat producten importeerde uit Hongkong, de Verenigde Staten, Nederland, Engeland, Frankrijk en China, evenals een autoverhuurbedrijf. 
Naast zijn zakelijke activiteiten speelde Tjin Kon Fat een actieve rol in de samenleving. Hij was lid van besturen in het onderwijs, sport, radiostations en het Groene Kruis, voorzitter van de Chinese vereniging Moe Poen Sah en plaatsvervangend lid van de Raad van Beroep voor Huurwaardebelasting.

### Nalatenschap

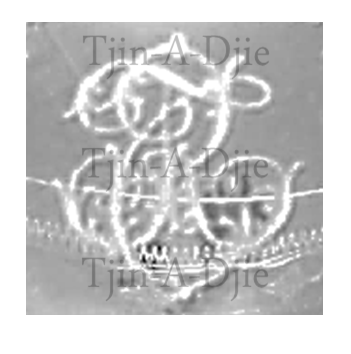
Familiewapen van Rudolf J. Tjin A Djie

Eduard Tjin Kon Fat trouwde en er zijn er minstens vier kinderen bekend.
- H. Tjin Kon Fat (vrouwelijk) was de voorzitter van het Katholieke Surinaamse Voetbalteam en penningmeester van tennisclub Boys.
- J. Tjin Kon Fat (vrouwelijk) zamelde in voor de kerk.
- Estelle Tjin Kon Fat (vrouwelijk)
- Edy Tjin Kon Fat (vrouwelijk) (-2011) was rechter en hoogleraar in de rechten. Nakomelingen dragen de achternaam Tjin Kon Fat.

## 2) Rudolf J. Tjin A Djie (1880-1962)
Rudolf J. Tjin A Djie was een welvarende koopman en industrieel. Hij werd geboren in Albina en ontmoette een jonge zwarte vrouw, Josephina Augusta Blackman. Ze kregen samen één kind, genaamd Joseph (19 februari 1899 - 1988).
Hij was eigenaar van goudmijnen in de buurt van Frans-Guyana en ging vaak naar de andere kant van de grens om in te kopen; daar ontmoette hij zijn vrouw, genaamd Elisabeth Marie (Majotte) Tong Lee A Tai. Ze was van Vietnamese afkomst en werd in 1883 in Parijs geboren. Haar familie was welvarend en kwam uit het Franse culturele milieu. Ze trouwden op 15 september 1904. Elisabeth had een fascinatie voor mode, ambacht en kunst en had veel invloed op het familiewapen. In Suriname richtte ze een modezaak op waar ze stijlvolle hoeden maakte en verkocht.
Hoewel Rudolf Nederlands sprak en Elisabeth Frans, communiceerden ze met elkaar in het Sranantongo. In 1938 werd Rudolf Tjin A Djie ook eigenaar van de bakkerij Hollandia.

#### Nalatenschap

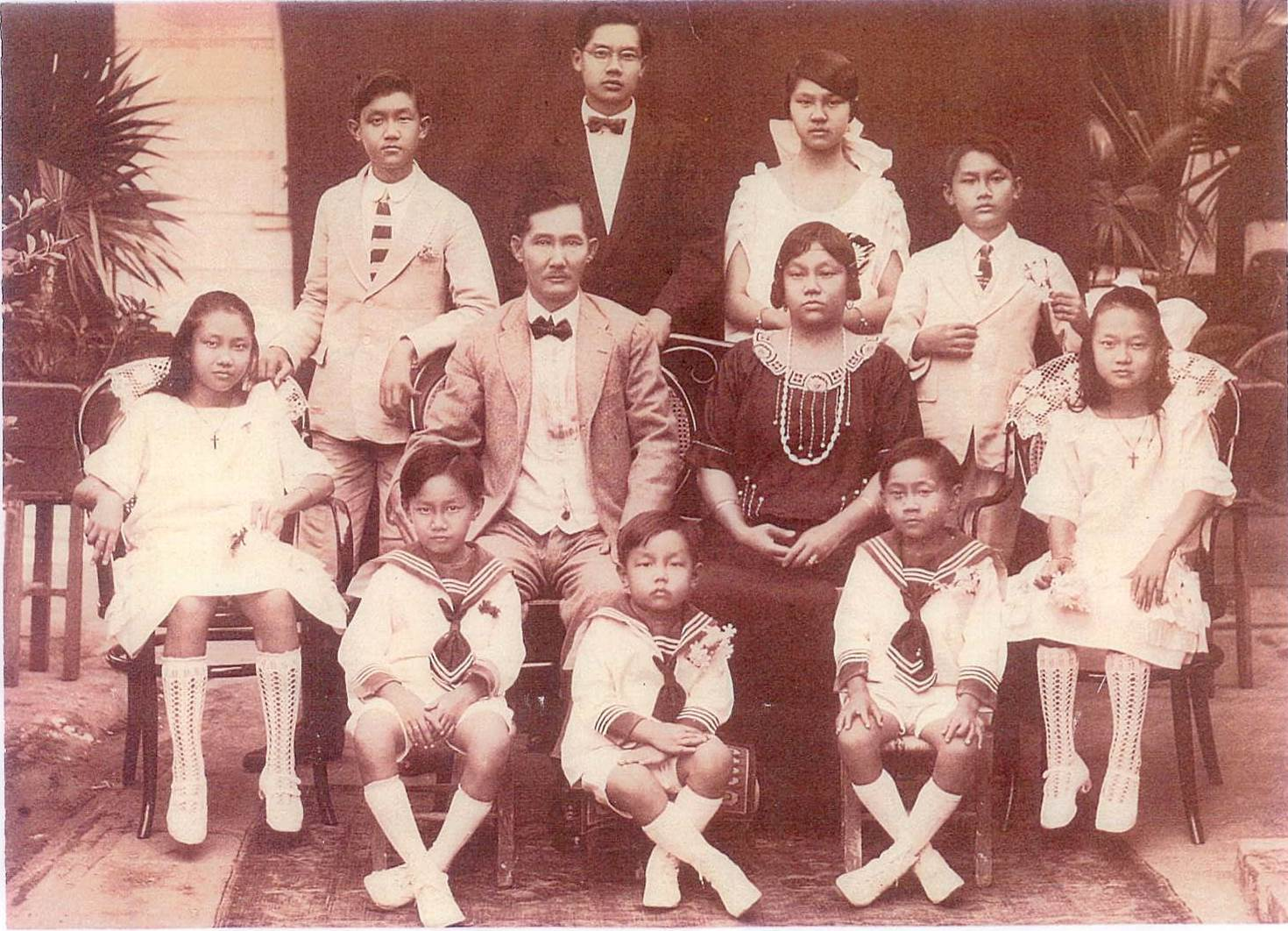
Familie Rudolf J. Tjin A Djie
Suriname, circa 1923-1925
Boven: Herman, Eduard, Henriëtte, Leonard
Midden: Agnes, Rudolf J., Elisabeth, Angeline
Beneden: Arthur, Rudolf P.B., Raymond

Rudolf J. Tjin A Djie en Elisabeth Marie hadden negen kinderen. Ze verhuisden van Albina naar Paramaribo toen hun kinderen nog jong waren.
1. Eduard Leo Henri (15 oktober 1905 - 1933), studeerde voor arts toen hij overleed.
2. Henriette Magdalena Antoinette (14 februari 1907 – 1967), leerkracht.
3. Herman Rudolf Johan (6 november 1910 - 1975), tenniskampioen, vicevoorzitter Surinaams Sportcomité, medeoprichter tennisvereniging Boys, bestuurslid van de Surinaamse Tennis Bond, eigenaar van houtbedrijven, voorzitter van Surinaamse luchtvaartbedrijf KLN.
2. Rannie Tjin A Djie, Surinaams kampioen tafeltennis in 1957 en tennis in 1960.
4. Leonard Ernest Theodoor (29 maart 1912 - 1999), tenniskampioen, penningmeester Surinaams Sportcomité, bekende golfer, eigenaar rijstplantage en bakkerij.
5. Agnes Regina Marie (13 september 1913 - 2000), hoofd van Chinese vereniging, lid rk-schoolbestuur, actieve rol in de politiek.
6. Angeline Fanny Josephine (11 augustus 1915 - 18 juni 1926), overleden aan tyfus op zeereis en werd begraven in de Golf van Biskaje.
7. Arthur Jean Marie (11 februari 1917 - 1979), president van de Suriname Pan American Airline, leidinggevende timmerfabriek.
8. Raymond Octave Maurits (18 mei 1919 – 1988), eigenaar van kippen- en varkensboerderij, groenteteler, winkeleigenaar
9. Rudolf Percy Benjamin (30 oktober 1920 - 1991), eigenaar van twee supermarkten